# Боковский район
Бо́ковский райо́н — административно-территориальная единица и муниципальное образование (муниципальный район) в составе Ростовской области Российской Федерации.
Районный центр — станица Боковская.

## География
Боковский район расположен на площади 1927 км² на севере Ростовской области и граничит: на востоке — с Волгоградской областью, на юге-востоке — с Советским районом, на юге — с Кашарским районом, на западе — с Верхнедонским районом, на севере — с Шолоховским районом Ростовской области. Через весь район протекает известная река Чир. Природа богата растительным и животным миром.
Административный центр — станица Боковская — удален от Ростова-на-Дону на 340 км. Ближайшие к ней районные центры   Кашары, расположенные на расстоянии 70 км, Обливская — 97 км, Миллерово — 118 км, Вешенская — 50 км. Расстояние от Боковской до Волгограда составляет 280 км, до Краснодара — 604 км, до Москвы — 889 км.

## История
Свою историю Боковский район ведет с 28 декабря 1934 года, когда на основании разукрупнения районов Азово-Черноморского края Вешенский район разделили на Базковский, Боковский и Вешенский. В 1963 году район был упразднен, а в 1970 году вновь восстановлен в соответствии с Указом Президиума Верховного Совета РСФСР.

## Население
| 2002    | 2009    | 2010    | 2011    | 2012    | 2013    | 2014    | 2015    | 2016    |
| ------- | ------- | ------- | ------- | ------- | ------- | ------- | ------- | ------- |
| 16 111  | ↘15 073 | ↗15 085 | ↘15 058 | ↘14 753 | ↘14 579 | ↘14 342 | ↘14 241 | ↘14 193 |
| 2017    | 2018    | 2019    | 2020    | 2021    |         |         |         |         |
| ↘14 155 | ↘14 004 | ↘13 780 | ↘13 729 | ↘13 533 |         |         |         |         |

Национальный состав
По итогам переписи населения 2020 года проживали следующие национальности (национальности менее 0,1 % и другое см. в сноске к строке «Другие»):
| Национальность | Численность, чел. | Доля     |
| -------------- | ----------------- | -------- |
| Русские        | 12 545            | 93,45 %  |
| Цыгане         | 193               | 1,44 %   |
| Чеченцы        | 154               | 1,15 %   |
| Даргинцы       | 127               | 0,95 %   |
| Армяне         | 101               | 0,75 %   |
| Украинцы       | 34                | 0,25 %   |
| Казахи         | 20                | 0,15 %   |
| Ногайцы        | 17                | 0,13 %   |
| Белорусы       | 14                | 0,10 %   |
| Другие         | 219               | 1,63 %   |
| Итого          | 13 424            | 100,00 % |

## Муниципально-территориальное устройство
В Боковском районе 41 населённый пункт в составе семи сельских поселений:
| № | Сельские поселения                 | Административный центр  | Количество населённых пунктов | Население | Площадь, км2 |
| - | ---------------------------------- | ----------------------- | ----------------------------- | --------- | ------------ |
| 1 | Боковское сельское поселение       | станица Боковская       | 8                             | ↘6020     | 398,71       |
| 2 | Верхнечирское сельское поселение   | хутор Верхнечирский     | 5                             | ↗1014     | 249,00       |
| 3 | Грачёвское сельское поселение      | хутор Грачёв            | 4                             | ↘1038     | 197,00       |
| 4 | Земцовское сельское поселение      | хутор Земцов            | 7                             | ↘1311     | 349,00       |
| 5 | Каргинское сельское поселение      | станица Каргинская      | 7                             | ↘2438     | 334,00       |
| 6 | Краснозоринское сельское поселение | посёлок Краснозоринский | 4                             | ↘784      | 222,00       |
| 7 | Краснокутское сельское поселение   | станица Краснокутская   | 6                             | ↘972      | 177,00       |

| №  | Населённый пункт  | Тип                             | Население | Муниципальное образование          |
| -- | ----------------- | ------------------------------- | --------- | ---------------------------------- |
| 1  | Астахов           | хутор                           | ↘111      | Боковское сельское поселение       |
| 2  | Белавин           | хутор                           | ↘323      | Боковское сельское поселение       |
| 3  | Боковская         | станица, административный центр | ↘4832     | Боковское сельское поселение       |
| 4  | Большенаполовский | хутор                           | ↘614      | Верхнечирское сельское поселение   |
| 5  | Вербовка          | село                            | ↘170      | Земцовское сельское поселение      |
| 6  | Верхнеастахов     | посёлок                         | ↘6        | Земцовское сельское поселение      |
| 7  | Верхнечирский     | хутор                           | ↘427      | Верхнечирское сельское поселение   |
| 8  | Вислогузов        | хутор                           | ↘69       | Каргинское сельское поселение      |
| 9  | Горбатов          | хутор                           | ↘158      | Боковское сельское поселение       |
| 10 | Горки             | посёлок                         | ↘9        | Краснозоринское сельское поселение |
| 11 | Грачёв            | хутор                           | ↘911      | Грачёвское сельское поселение      |
| 12 | Грушинский        | хутор                           | ↘163      | Каргинское сельское поселение      |
| 13 | Дубовой           | хутор                           | ↘92       | Боковское сельское поселение       |
| 14 | Дуленков          | хутор                           | ↘591      | Боковское сельское поселение       |
| 15 | Евлантьев         | хутор                           | ↘82       | Земцовское сельское поселение      |
| 16 | Ейский            | хутор                           | ↘37       | Верхнечирское сельское поселение   |
| 17 | Земцов            | хутор                           | ↘636      | Земцовское сельское поселение      |
| 18 | Илларионов        | хутор                           | ↗269      | Краснокутское сельское поселение   |
| 19 | Ильин             | хутор                           | ↗37       | Боковское сельское поселение       |
| 20 | Ильичевка         | хутор                           | ↘58       | Верхнечирское сельское поселение   |
| 21 | Каменка           | хутор                           | ↘151      | Краснокутское сельское поселение   |
| 22 | Каргинская        | станица                         | ↘1543     | Каргинское сельское поселение      |
| 23 | Климовка          | хутор                           | ↘171      | Каргинское сельское поселение      |
| 24 | Козырёк           | хутор                           | ↘42       | Грачёвское сельское поселение      |
| 25 | Коньков           | хутор                           | ↗377      | Боковское сельское поселение       |
| 26 | Краснозоринский   | посёлок                         | ↗539      | Краснозоринское сельское поселение |
| 27 | Краснокутская     | станица                         | ↘532      | Краснокутское сельское поселение   |
| 28 | Красный Октябрь   | посёлок                         | ↘8        | Верхнечирское сельское поселение   |
| 29 | Латышев           | хутор                           | ↘202      | Каргинское сельское поселение      |
| 30 | Лиховидовский     | хутор                           | ↘249      | Грачёвское сельское поселение      |
| 31 | Малаховский       | хутор                           | ↘136      | Земцовское сельское поселение      |
| 32 | Орехов            | хутор                           | →23       | Краснокутское сельское поселение   |
| 33 | Пономарёвка       | село                            | ↘292      | Земцовское сельское поселение      |
| 34 | Попов             | хутор                           | ↗419      | Каргинское сельское поселение      |
| 35 | Разметный         | хутор                           | ↘2        | Грачёвское сельское поселение      |
| 36 | Рогожкин          | хутор                           | ↘125      | Каргинское сельское поселение      |
| 37 | Свиридов          | хутор                           | ↘173      | Краснокутское сельское поселение   |
| 38 | Стожки            | посёлок                         | ↘26       | Краснозоринское сельское поселение |
| 39 | Таловка           | село                            | ↘86       | Земцовское сельское поселение      |
| 40 | Фомин             | хутор                           | ↘2        | Краснокутское сельское поселение   |
| 41 | Яблоновский       | посёлок                         | ↗392      | Краснозоринское сельское поселение |

## Местное самоуправление
Администрация района
Главы администрации района
- Пятиков Юрий Александрович

## Инфраструктура
- Боковский краеведческий музей

Открыт 8 мая 1982 года. Организация же районного музея краеведения началась с июня 1976 года.
Музей состоит из семи залов, посетив которые можно проследить отдельные периоды истории донского казачества, узнать историю образования станицы Боковской и Боковского района — одного из самых поздних поселений казаков на реке Чир, познакомиться с природой севера Ростовской области, через экспонаты увидеть историю культуры жителей Боковского района, их быт и нравы в прошлом и в настоящем.
Адрес музея: Боковский район, ст. Боковская, пер. Теличенко, 18.

## Экономика
Главная отрасль экономики района — сельское хозяйство. В районе насчитывается 17 коллективных хозяйств и свыше 160 крестьянско-фермерских хозяйств, занимающихся вопросами производства и реализации сельскохозяйственной продукции. Основными направлениями сельхозтоваропроизводителей являются производство зерна и технических культур, животноводства.
Наиболее крупными сельхозтоваропроизводителями сельскохозяйственной продукции являются:
- СПК «колхоз Боковский»,
- СПК «колхоз Краснокутский»,
- СПК «колхоз Каргинский»,
- СПК «рыболовецкий колхоз Маяк».

В районе работают кирпичный и два асфальтовых завода. Транспортная связь с областным центром и соседними районами поддерживается с помощью автобусного сообщения.

## Русская православная церковь
Церковь Рождества Иоанна Предтечи в станице Боковская.

## Достопримечательности
- Усадьба, в которой жил и работал в 1919 — 1926 годах писатель Михаил Шолохов. В составе усадьбы сохранились жилой дом (начало XX века), сарай для скота и птицы (начало XX века), поветка (начало XX века), погреб (начало XX века), летняя печь (начало XX века), колодец с журавлем (начало XX века), ограда (начало XX века)[22]. В усадьбе Михаил Шолохов жил с родителями, здесь же работал учителем школы ликбеза, потом — служащим ревкома станицы, станичным статистиком. С 1922 года Шолохов учился в Ростове на курсах Донпродкома, работал продовольственным инспектором в станице Букановской.

В этом доме Михаил Шолохов написал произведения, объединенные в сборники «Донские рассказы» и «Лазоревая степь» (1926). Тут же у него возник замысел романа «Тихий Дон».
После отъезда семьи Шолоховых из этого дома в 1926 году, усадьбу продали местному крестьянину М. Чукарину. С 1945 года она находилась в собственности А. Косых. В 1972 году дом усадьбы выкупил Боковский райисполком. Здесь же был открыт музей. До 1978 года часть подворья находилась в собственности А. Косых.
Постановлением Совета Министров РСФСР № 306 «Об увековечении памяти дважды Героя Социалистического Труда, писателя и общественного деятеля М. А. Шолохова» от 11 июля 1984 года усадьба включена в состав Государственного музея-заповедника М. А. Шолохова.
Архитектура дома усадьбы характерна для сел Верхнего Дона начала XX века. Внутри дом разделен на сени, столовую, спальню и горницу. В горнице в 1924—1926 годах жил Михаил Шолохов с женой, дочерью Светланой. В настоящее время в доме восстановлена обстановка жизни писателя середины двадцатых годов.
- Приходское училище. Здесь в 1912—1914 годах учился Михаил Шолохов[24].